# Hedgpethia dampieri
Hedgpethia dampieri är en havsspindelart som först beskrevs av Child, C.A. 1975.  Hedgpethia dampieri ingår i släktet Hedgpethia och familjen Colossendeidae. Inga underarter finns listade i Catalogue of Life.